# NGC 7020
NGC 7020 = NGC 7021 ist eine elliptische Galaxie vom Hubble-Typ SB0 im Sternbild Pfau am Südsternhimmel. Sie ist schätzungsweise 139 Millionen Lichtjahre von der Milchstraße entfernt und hat einen Durchmesser von etwa 145.000 Lichtjahren. Gemeinsam mit IC 5096, IC 5084, IC 5092, PGC 66319 und PGC 66376 bildet sie die IC 5096-Gruppe oder LGG 443.
Im selben Himmelsareal befindet sich u. a. die Galaxie IC 5084.
Das Objekt wurde am 31. August 1836 vom britischen Astronomen John Herschel entdeckt.